# Nagyváradi Erzsébet
Nagyváradi Erzsébet (Budapest, 1971. szeptember 30. –) Jászai Mari-díjas magyar színésznő.

## Élete
1994-ben végzett a Nemzeti Színház Színiakadémiáján Nagy Zoltán tanítványaként. 1995-től a Nemzeti Színház, 2000-től a Pesti Magyar Színház társulatának tagja volt. 2019-től a Spirit Színház társulatának tagja. 2020-tól a Gózon Gyula Kamaraszínáz társulati tagja.

## Színházi szerepei
- Szakonyi Károly: Adáshiba....Vanda
- Sütő András: Advent a Hargitán....Mária
- Csehov: Apátlanul....Szása
- Friedrich Schiller: Ármány és szerelem....Lujza
- Sütő András: Balkáni gerle....Mercédesz
- Katona József: Bánk bán....Gertrudis
- Balogh–Kerényi–Rossa: Csíksomlyói passió....Ancilla
- Csináljunk egy heccet!
- Arne Lygre: A fiú árnyéka....Szomszédasszony
- Fizetek, főúr! - Sanzonok a pesti éjszakában
- Stephen Schwartz–David Green–John Michael Tebelak: Godspell
- Gózon Kabaré - Dalok, jelenetek a 100 éves magyar kabaré történetéből
- Molnár Ferenc: A hattyú....Alexandra
- Háy János: Házasságon innen, házasságon túl....Kati
- Szörényi Levente–Bródy János: István, a király....Picur
- Simon Gray: A játék vége....Margaret
- Molnár Ferenc: Játék a kastélyban....nnie
- Szép Ernő: Kávécsarnok....Rozi
- Hubay Miklós: Késdobálók....Dóra
- Mitch Leigh–Joe DarionLa: Mancha lovagja....Házvezetőnő
- Szép Ernő: Lila ákác....Tóth Manci
- Nestroy–Heltai Jenő–Fekete Mari: Lumpáciusz Vagabundusz....Amoroza
- Bornemisza Péter: Magyar Elektra....Crysothemis
- William Shakespeare: A makrancos hölgy....Katalin
- Wyspianski: Menyegző....Haneczka
- Heltai Jenő: A néma levente....Monna Mea
- Mikszáth Kálmán: A Noszty fiú esete Tóth Marival....Tinka
- Offenbach: Orfeusz az alvilágban....Diana
- Hubay Miklós: Ők tudják mi a szerelem.....Luolou
- Rainer Werner Fassbinder: Petra von Kant keserű könnyei....Sidonie von Grasenabb
- Szabó Magda: Régimódi történet....Gacsáry Emma
- Misima Jukio: Sade márkiné....Anne Prospere
- Shakespeare: Szentivánéji álom....Hippolyta
- Balassi Bálint–Katona: Szép magyar komédia....Galathea
- Heltai Jenő: Szépek szépe....Hamupipőke
- R. Rolland: A szerelem és halál játéka....Chloris Souchy
- Molière: Tudós nők....Armanda
- Sütő András: Az ugató madár....Dózsa Istvánné
- Móricz Zsigmond: Úri muri....Fiatalasszony
- F. Knott: Várj, míg sötét lesz....Susy
- Németh László: Villámfénynél....Sata
- George Bernard Shaw: Warrenné mestersége....Vivie
- Tom Ziegler: Grace és Glória....Glória

## Filmjei
- Balekok és banditák (1997)
- Szeret, nem szeret (2004)
- Jóban Rosszban (2005-2009)

## Díjai
- Főnix díj (2006)
- Kornay Mariann Művészeti díj (2012)
- Jászai Mari-díj (2023)